# Abagrotis glenni
Abagrotis glenni är en fjärilsart som beskrevs av John S. Buckett 1968. Abagrotis glenni ingår i släktet Abagrotis och familjen nattflyn. Inga underarter finns listade i Catalogue of Life.

## Bildgalleri

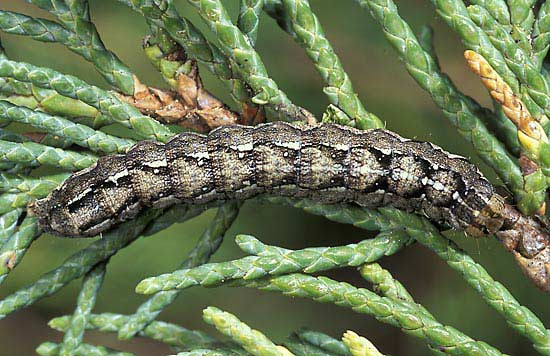